# أوقست إنغلهارد
أوقست إنغلهارد (بالألمانية: August Engelhardt) هو اخصائي تغذية ألماني، ولد في 27 نوفمبر 1877 في نورنبرغ في ألمانيا، وتوفي في 6 مايو 1919 في Kabakon ‏ في بابوا غينيا الجديدة.